# Rivière Némiscachingue
Rivière Némiscachingue är ett vattendrag i Kanada.   Det ligger i provinsen Québec, i den sydöstra delen av landet, 250 km norr om huvudstaden Ottawa. Rivière Némiscachingue ligger vid sjön Lac du Pinson Doré.
I omgivningarna runt Rivière Némiscachingue växer i huvudsak blandskog. Trakten runt Rivière Némiscachingue är nära nog obefolkad, med mindre än två invånare per kvadratkilometer.